# 單一物
單一物（德語：Einfache Sachen）為各構成部分已喪失各自的個性，而外觀形態上能獨立成為一體的物。單一物的所有權存在於物之整體，交易時須以整體為交易標的
，單一物的其中一部份，原則上不能獨立為交易標的。可分為出自自然者，如牛一隻、馬一隻等；出自於人為者，如書一冊、房屋一棟；出自社會觀念者，如一雙鞋、一雙手套等屬之。